# Janie Wagstaff
Janie Wagstaff (Kansas City, Estados Unidos, 22 de junio de 1974) es una nadadora estadounidense retirada especializada en pruebas de estilo espalda, donde consiguió ser campeona olímpica en 1992 en los 4 x 100 metros estilo.

## Carrera deportiva
En los Juegos Olímpicos de Barcelona 1992 ganó la medalla de oro en los relevos 4 x 100 metros estilos (nadando el largo de espalda), con un tiempo de 4:02.54 segundos, por delante de Alemania y el Equipo Unificado; y también ganó el oro en la misma prueba en el Mundial en piscina larga de Campeonato Mundial de Natación de Perth 1991.

## Palmarés internacional
| Juegos Olímpicos               | Juegos Olímpicos   | Juegos Olímpicos  | Juegos Olímpicos |
| Año                            | Lugar              | Medalla           | Prueba           |
| ------------------------------ | ------------------ | ----------------- | ---------------- |
| 1992                           | Barcelona (España) | Medalla de oro    | 4x100 m estilos  |
| Campeonato Mundial de Natación |                    |                   |                  |
| 1991                           | Perth (Australia)  | Medalla de oro    | 4x100 m estilos  |
| 1991                           | Perth (Australia)  | Medalla de bronce | 100 m espalda    |
| 1991                           | Perth (Australia)  | Medalla de bronce | 100 m espalda    |